# PoCL
Pour les articles homonymes, voir POCL.
PoCL (de anglais : Portable Computer Langage) est une implémentation libre d'OpenCL 1.2, une partie de 2.0 (les pipes manquent en mai 2022 dans la version stable). OpenCL 3.0 est supporté dans l'actuelle 3.0 RC (mai 2022). sous licence MIT, ayant pour caractéristiques de ne pouvoir utiliser que les microprocesseurs. Elle se base principalement sur le compilateur Clang.
La version 3.0RC1 sortie en mai 2022 ajoute le support d'OpenCL 3.0.
Les développeur du GPGPU open source Vortex, dont le but est de fonctionner avec des processeurs d'architecture RISC-V, ont modifié PoCL pour qu'il supporte les instructions de l'architecture RISC-V, ainsi que les instructions de ce processeur de calcul.